# Раїна Ярмолинська
Раїна з Козирад на Шумбарі Боговитинова (Раїна Ярмолинська) (пом. 1646) — землевласниця з роду Боговитинів, фундаторка Загаєцького монастиря. Правнучка Боговитина-Якова Петровича Боговитина-Шумбарського, яка у 1620-х роках об'єднала майже всі його землі на Волині під своєю власністю. Дружина Костянтина Ярмолинського.

## Ім'я
Собчук (2014) зазначає, що «Раїна / Параскева Миколаївна у своєму тестаменті постає під двома іменами, а в решті згадок — під першим із них». У фундушевому записі 1637 року фігурує як Раина съ Козирадъ-Боговитиновна (Раина зъ Козирадъ на Шꙋмбарꙋ Боговитиновна) та Reina Bohowitinowna na Szumbarze Jarmolinska (Rajina z Kozirad na Szumbarze Bohowitinowna Konstantinova Jarmolinska). В російськомовній традиції відома під іменем Ирина.

## Біографія

### Родина
Дочка землевласника Кременецького повіту Михайла-Миколая Михайловича Боговитина-Шумбарського (пом. 1601) та його першої дружини Єви Михайлівни Павлович. Мала також сестер Марушу та Олександру, остання народжена у другому шлюбі Михайла-Миколая Михайловича з Ганною Янівною Ближинською.
Між 1601‒1606 роками вийшла заміж за Костянтина Ярмолинського, який згадується як «полковник князя молдавського» або «полковник польських військ» та «кременецький повітник». У шлюбі Раїни з Костянтином народився син Ян та доньки — Афтаназія (Анастасія), у майбутньому ігуменя Луцького і Корецького монастирів, і Серафина (Серафимія) — настоятелька Луцького, Корецького і Клинецького монастирів. Після смерті чоловіка, яка настала між 1625‒1627 роками, Раїна Ярмолинська залишалася вдовою.

### Землеволодіння
Після смерті батька у 1601 році Раїна Миколаївна успадкувала третину батькової спадщини, інші дві третини отримали сестри Маруша та Олександра. (За результатами поділу спадщини діда на Волині у 1585 році Миколай Михайлович отримав половину замкового городища Шумбар та однойменного з ним містечка й подавання церкви, села Загайці й Темногайці й Малі Загайці половини сіл Мізуринці, Горбівці, Новий Став, Кордишів і Жолобки та половину Підгородного ставу в селі Горбівці, Нового ставу в селі Новий Став і безіменного ставу в селі Кордишів. Половину села Жолобки в 1600 році було продано Вацлаву та Маруші Межинським.)
Спільно з чоловіком Костянтином Ярмолинським у 1620 році Раїна Миколаївна придбала в Михайла Хрінницького, чоловіка Маруші Миколаївни, всі його надбання в родових володіннях шумбарської гілки Боговитинів, а в 1623 році за 15 тисяч золотих придбала третину батькової спадщини, що належала її молодшій сестрі Олександрі Миколаївні та її чоловіку Миколаю Брудзієвському (третину отчини в селах Загайці, Темногайці, Мізюринці, Мелехи, Шумбар, Горбівці й Новий Став із фільварками в першому й п'ятому). У результаті цього Раїна Ярмолинська зібрала майже всі землі Боговитина Петровича на Волині.
Вже будучи вдовою, Раїна Миколаївна в 1632 році придбала в Олександра Дениска-Матвіївського по сусідству з отчиною села Матвіївці, Волиця, Гридківці й Піщатинці, і в 1633 році набула від Адама Човганського села Гулівці, Бісівка, Бережинці, Рідка, Волиця, Ілляшівка й Переморівка, а також частини в селах Новогородчичі й Почапки, перші п'ять з яких продала Павлу-Криштофу Сенюті на Ляхівцях у 1638 році, а решту залишила собі. Крім цього, в її руках деякий час перебувала спадщина чоловіка — села Семенів, Данилівка, Турівка й частково Кошелівка

### Фундуші
У 1637 році Раїна Ярмолинська фундувала під замком у селі Загайці православний чоловічий монастир святого Іоана Милостивого на чотири ченці, очолити який за згодою митрополита Петра Могили запросила вихідця з Перемишльської землі Антонія Рудницького. У лютому 1646 року Раїна Миколаївна склала в Шумбарі тестамент, де записала 500 золотих для бідних і значні суми грошей на церкву та заповіла фундувати в селах Шумбар і Загайці шпиталі на шестеро убогих кожен.

### Смерть
Раїна Ярмолинська померла 1646 року, про що свідчить запис зізнань дочок, черниць Серафини та Афтаназії, в луцьку ґродську книгу про їхню відмову від материної спадщини на користь брата Яна.

## Родовід
|  |                                                          |  |  |  |  |  |  |  |  |  |  |  |  |  |  |  |
|  | 8. Боговитин-Яків Петрович Боговитин-Шумбарський         |  |  |  |  |  |  |  |  |  |  |  |  |  |  |  |
|  |                                                          |  |  |  |  |  |  |  |  |  |  |  |  |  |  |  |
|  |                                                          |  |  |  |  |  |  |  |  |  |  |  |  |  |  |  |
|  | 4. Михайло Боговитин-Шумбарський                         |  |  |  |  |  |  |  |  |  |  |  |  |  |  |  |
|  |                                                          |  |  |  |  |  |  |  |  |  |  |  |  |  |  |  |
|  |                                                          |  |  |  |  |  |  |  |  |  |  |  |  |  |  |  |
|  | 9. Зофія Андріївна Лозка                                 |  |  |  |  |  |  |  |  |  |  |  |  |  |  |  |
|  |                                                          |  |  |  |  |  |  |  |  |  |  |  |  |  |  |  |
|  |                                                          |  |  |  |  |  |  |  |  |  |  |  |  |  |  |  |
|  | 2. Михайло-Миколай Михайлович Боговитин-Шумбарський      |  |  |  |  |  |  |  |  |  |  |  |  |  |  |  |
|  |                                                          |  |  |  |  |  |  |  |  |  |  |  |  |  |  |  |
|  |                                                          |  |  |  |  |  |  |  |  |  |  |  |  |  |  |  |
|  | 5. Ганна Олехнівна Борзобогата                           |  |  |  |  |  |  |  |  |  |  |  |  |  |  |  |
|  |                                                          |  |  |  |  |  |  |  |  |  |  |  |  |  |  |  |
|  |                                                          |  |  |  |  |  |  |  |  |  |  |  |  |  |  |  |
|  | 1. Раїна-Параскева Миколаївна Боговитинова (Ярмолинська) |  |  |  |  |  |  |  |  |  |  |  |  |  |  |  |
|  |                                                          |  |  |  |  |  |  |  |  |  |  |  |  |  |  |  |
|  |                                                          |  |  |  |  |  |  |  |  |  |  |  |  |  |  |  |
|  | 3. Єва Михайлівна Павлович                               |  |  |  |  |  |  |  |  |  |  |  |  |  |  |  |
|  |                                                          |  |  |  |  |  |  |  |  |  |  |  |  |  |  |  |
|  |                                                          |  |  |  |  |  |  |  |  |  |  |  |  |  |  |  |